# 克里斯蒂娜·库斯克
克里斯蒂娜·库斯克（1985年11月16日—），爱沙尼亚女子击剑运动员，2014年世界击剑锦标赛女子重剑团体银牌得主、2017年世界击剑锦标赛女子重剑团体金牌得主。